# 日本のアニメの影響を受けた日本国外のアニメーション
日本のアニメの影響を受けた日本国外のアニメーション（にほんのアニメのえいきょうをうけたにほんこくがいのアニメーション、Anime-influenced animation、American anime）は、日本のアニメに似ているか、日本のアニメからインスピレーションを受けている、日本国外のアニメーション作品を指す。
日本国外においては、「アニメ」という言葉は日本で制作されたアニメーションか、色彩豊かな図、活力のあるキャラクター、幻想的な主題を特徴とする日本において普及しているアニメーション様式を指す言葉として使われているが、その言葉の意味は日本以外の国で制作されたアニメのことも指すことができるかどうか議論されている。西洋人の中には、「アニメ」を日本で制作されたアニメーション作品だけにしか使えない言葉と捉える者もいるが、一部の学者は、「アニメ」を日本に関連する新たな具体的または典型的なオリエンタリズム様式と定義することを提起している。

## 背景
通常、日本国外においてアニメという用語は、日本に由来するアニメーション様式を指す。日本のアニメの人気が高まるに従い、欧米のアニメーションスタジオは、誇大な表情やキャラクターの「ちびキャラ」など、日本のアニメで典型的に用いられる視覚様式を採用し始めた。特に、『バットマン・ザ・フューチャー』は日本のアニメの特徴がいくつか見られた。また、同作は、その制作過程の仕事の一部が日本（テレコム・アニメーションフィルム）に委託されていた。